# Winthemia rubra
Winthemia rubra är en tvåvingeart som beskrevs av Vimmer och Victor Gerald Soukup 1940. Winthemia rubra ingår i släktet Winthemia och familjen parasitflugor.
Artens utbredningsområde är Peru. Inga underarter finns listade i Catalogue of Life.